# Вороцевичи
Вороцевичи (бел. Варацэвічы) — деревня в Ивановском районе Брестской области Беларуси. Входит в состав Горбахского сельсовета.
До 2013 года деревня входила в состав Снитовского сельсовета.

## История
Первое упоминание деревни Вороцевичи датируется 1497 годом, когда Пинский князь Фёдор подарил её Матвею Гричино. Затем деревней владел его сын Борис. С 1528 года в имении господствовали Юревичи-Ильиничи, а примерно с XVII века хозяевами стали Орды.
Ранее Вороцевичи входили в состав Пинского уезда Минской губернии. Деревня была центром гмины, когда входила в состав Польши.
11 марта 2011 года Указом Президента Республики Беларусь «Об учреждении официально геральдических символов административно-территориальных и территориальных единиц Брестской области» утверждены герб и флаг деревни.

## Геральдика

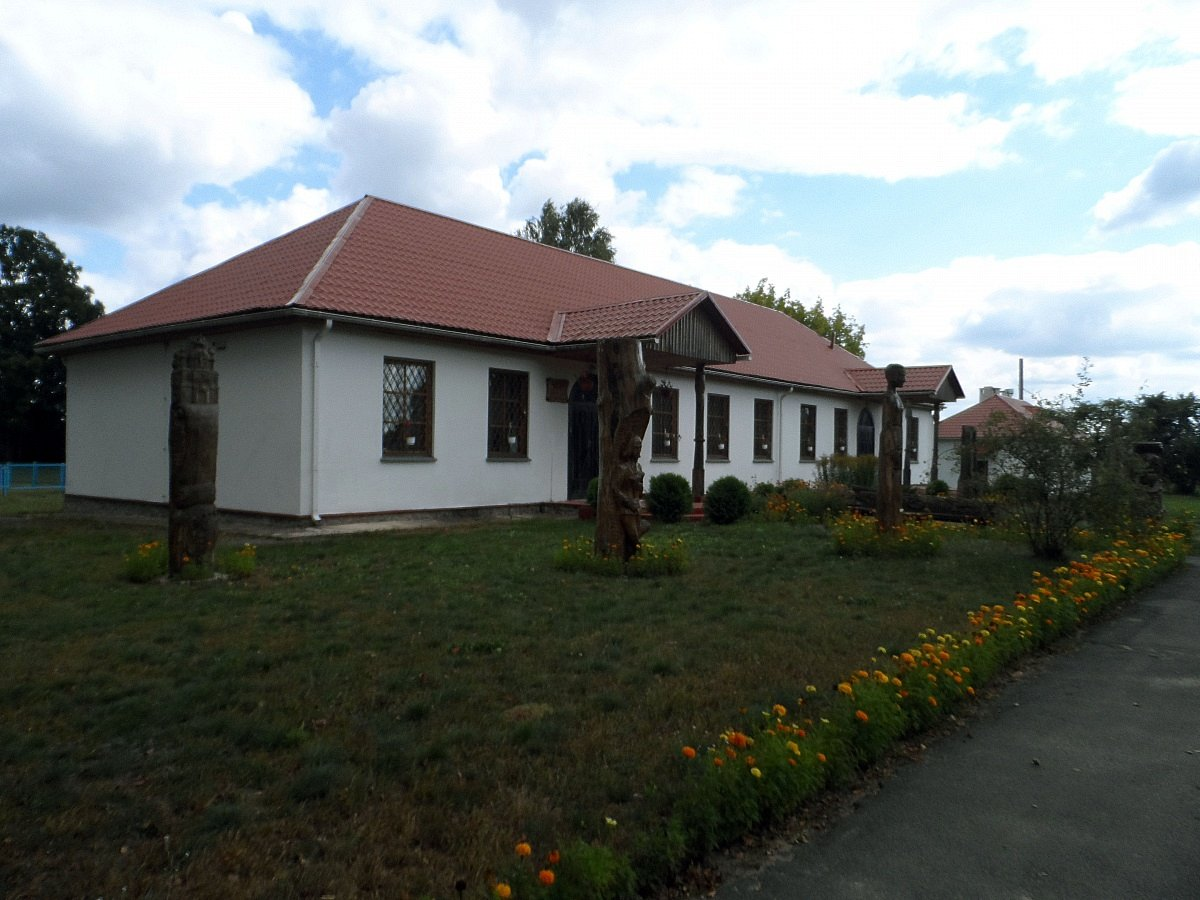
Районный музейный комплекс имени Наполеона Орды

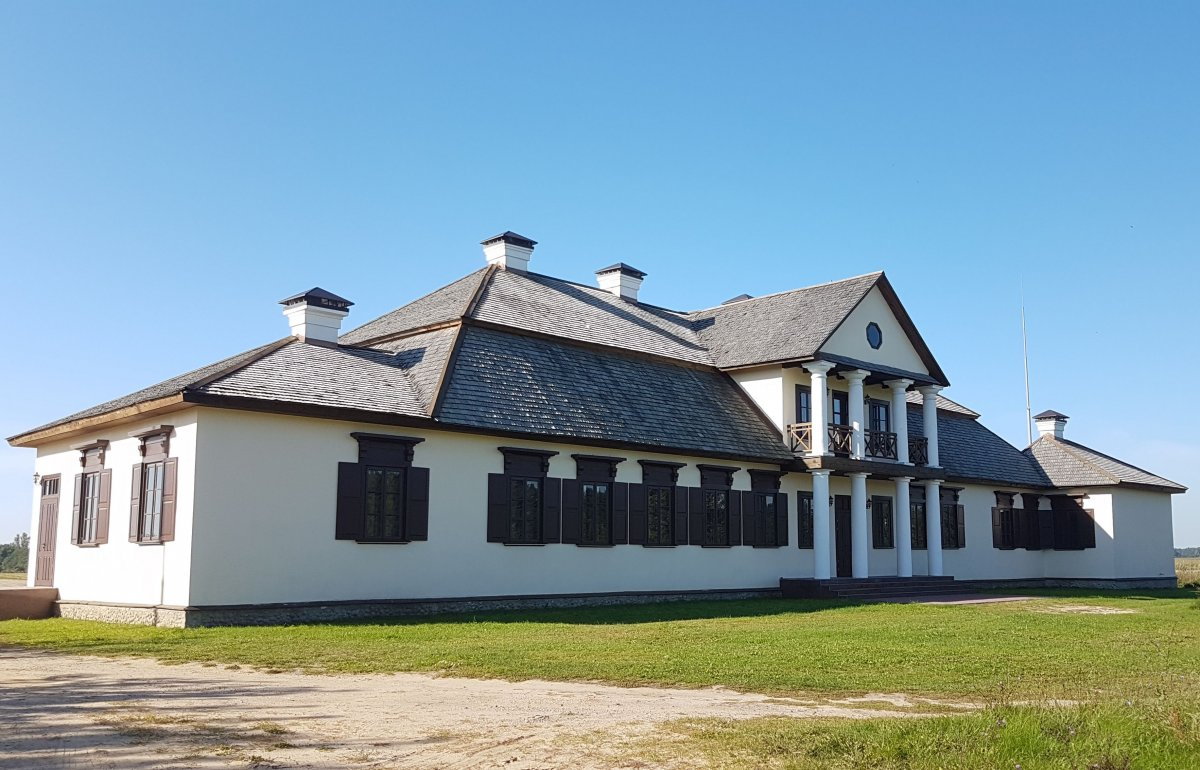
Усадьба

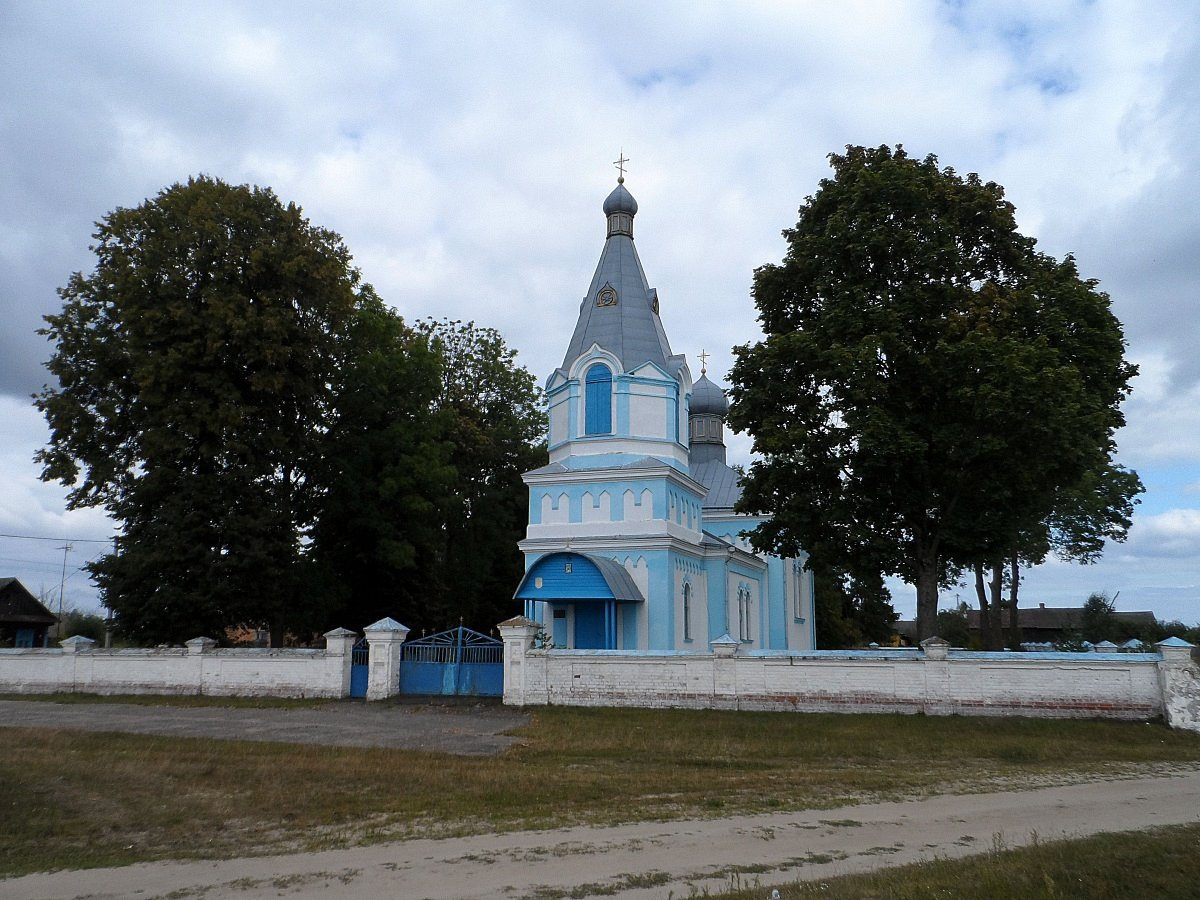
Церковь Воздвижения Св. Креста

Герб и флаг учреждены Указом Президента Республики Беларусь от 11 марта 2011 года № 101 и зарегистрированы в Государственном геральдическом регистре 15 марта 2011 года № Б-198 и № Б-199. Одобрены решением Снитовского сельского Совета депутатов от 19 мая 2010 года № 5.

## Население
| 1999 | 2009 | 2019 |
| ---- | ---- | ---- |
| 537  | ↘423 | ↘311 |

## Туризм
В Вороцевичах в родовом имении родился Наполеон Орда — белорусский художник, композитор, писатель, педагог, музыкант. С 2007 года в деревне действует Музейный комплекс имени Наполеона Орды.

## Культура
- Дом культуры
- ГУК «Районный музейный комплекс имени Наполеона Орды»
- Музей ГУО "Вороцевичская средняя школа"

## Достопримечательности
- Музейный комплекс имени Наполеона Орды (1950-е г., 2007) —  Историко-культурная ценность Республики Беларусь, шифр 112Г000264
- Церковь Воздвижения Св. Креста (1869—1874) —  Историко-культурная ценность Республики Беларусь, шифр 113Г000265

### Утраченное наследие
- Усадебно-парковый комплекс Ордов (XVIII в.)

## Известные уроженцы, жители
- Хвисюк, Николай Иванович (род. 19 января 1934) — советский и украинский врач, педагог. Доктор медицинских наук.